# Juan Manuel Castro Prieto
Juan Manuel Castro Prieto (Madrid, 1958) és un fotògraf i positivador espanyol. Llicenciat en Ciències Econòmiques per la Universitat d'Alcalá (1980). Des de jove realitza els seus primers treballs fotogràfics, però destaca especialment com positivador en blanc i negre. Fotògrafs com Cristina García Rodero, Chema Madoz o Alberto García-Alix li encarreguen habitualment el positivat de les còpies. És membre de l'Agència VU des de l'any 2000. L'any 2016 va guanyar el Premio Nacional de Fotografía Piedad Isla, atorgat per la Diputació de Palència.

## Publicacions
- Perú, Viaje al sol, Editorial Lunwerg, amb textos d'Alejandro Castellote i Lola Garrido.
- Extraños, Editorial Lunwerg, amb text de Pablo Ortiz Monasterio.
- Cuenca en la mirada Edició de la Diputació Provincial de Conca i Editorial Lunwerg, amb text d'Andrés Trapiello.
- La Seda Rota amb Andrés Trapiello.
- Juan Manuel Castro Prieto. Ed. La Fábrica Editorial. Madrid 2007. ISBN/ISSN: 978-84-96466-60-4